# Piper umbrosum
Piper umbrosum är en pepparväxtart som beskrevs av Carl Sigismund Kunth. Piper umbrosum ingår i släktet Piper och familjen pepparväxter. Inga underarter finns listade i Catalogue of Life.